# Флорика (Браила)
Флорика (рум. Florica) насеље је у Румунији у округу Браила у општини Рошиори. Oпштина се налази на надморској висини од 45 m.

## Становништво
Према подацима из 2002. године у насељу је живело 507 становника, од којих су сви румунске националности.